# Det
 Denne artikel omhandler digtsamlingen. For andre betydninger af det, se DET.
Det er en digtsamling eller "stordigt" af Inger Christensen udgivet den 28. oktober 1969.
Det er et centralt værk i dansk systemdigtning og er skrevet i en skematisk struktur.
Samlingen blev et gennembrud for Inger Christensen og er kaldt et mesterværk.
Inger Christensen modtog De Gyldne Laurbær i 1969 for bogen.

## Struktur
Overordnet er Det inddelt i PROLOGOS, LOGOS og EPILOGOS. LOGOS-afsnittet er underinddelt i SCENEN, HANDLINGEN og TEKSTEN og hver af disse dele er opdelt i 8 afsnit på hver 8 digte, som for de flestes vedkommende fylder en bogside; — enkelte digte strækker sig dog over to sider.
Således består Det af 1+3×8×8+1 = 194 digte.
De 8 afsnit har overskrifter efter begrebskategorier fra sprogforskeren Viggo Brøndals arbejde:
symmetrier, transitiviteter, kontinuiteter, konnexiteter, variabiliteter, extensioner, integriteter og universaliteter.
PROLOGOS' linjer er 66 tegn lange når mellemrum tælles med.
PROLOGOS' første del er også 66 linjer lang.
Anden del af PROLOGOS bliver delt op i to dele à 33 linjer.
Denne opdeling fortsætter med tre dele à 22 linjer, 6 dele à 11 linjer, 11 dele à 6 linjer, 22 dele à 3 linjer, 33 dele à 2 linjer for at slutte med 66 individuelle linjer.
Da primtalsopløsningen af 66 er 66=2×3×11 udnyttes dermed alle 8 muligheder for at opdele det første afsnits 66 linjer i et antal dele hver med det samme antal linjer: 1×(2×3×11), 2×(3×11), 3×(2×11), (2×3)×11, 11×(2×3), (2×11)×3, (3×11)×, (2×3×11)×1. Med 66 tegn i 66 linjer over 8 dele kan det totale antal af tegn i PROLOGOS beregnes til
{\displaystyle 66^{2}\times 8=34.848}
Første udgave af bogen fremtræder med en ikke-proportional skrivemaskineskrifttype.
Dette sammen med PROLOGOS' strenge format betyder at tekstafsnittene fremstår som rektangler.
De individuelle digte spænder i omfang fra de tre ord "Livet er helligt" i ottende digt i LOGOS-HANDLINGEN-transiviteter til EPILOGOS' 528 linjer.
Flere af digtene har indledende citat af William Blake eller Novalis på henholdsvis engelsk og tysk.
Korte citater på fransk er krediteret  Maurice Merleau-Ponty, Stéphane Mallarmé, Georges Bataille, Sade, Algirdas-Julien Greimas, Comte de Lautréamont og Philippe Sollers.

## Musik
Pia Raug udgav albummet Det i 1981 hvor digte fra Christensens samling var sat til musik.
Af udbredte sange fra albummet er blandt andet En grå og diset morgen.
Sangen Chile med førstelinjen "Så dyrker de korn på et alter i Chile" har teksten fra sjette digt i LOGOS-HANDLINGEN-transiviteter.
Den er optaget i Højskolesangbogen.
To andre sange med tekst fra Det er i Højskolesangbogen:
"Jeg ser de lette skyer" med melodi af Eyvind Lender og "Et samfund kan være så stenet" med melodi af Jakob Bonderup.

## Udgaver
- Inger Christensen (1969), Det, Gyldendal, Wikidata  Q67436372  Førsteudgave sat med skrivemaskineskrift.

En 50-årsjubilæumsudgave fra Gyldendal blev i 2019 trukket tilbage efter kritik fra Asger Schnack af nyudgivelsens format.
Det er oversat til svensk, tysk og engelsk
- Inger Christensen (29. november 2006), It, New Directions Publishing, ISBN 978-0-8112-1594-7, OL 17215357M, Wikidata  Q68444177  Engelsk oversættelse ved Susanna Nied og med introduktion af Anne Carson.
- Inger Christensen (19. juli 2019), Det, Modernista, ISBN 978-91-7781-993-6, Wikidata  Q69391531  Svensk 2019-udgave i Marie Silkebergs oversættelse